# Elegy
Elegy je treći studijski album finskog heavy metal sastava Amorphis. Album je 14. svibnja 1996. godine objavila diskografska kuća Relapse Records.
Ovo je prvi album na kojem se pojavio pjevač Pasi Koskinen te je i prvo glazbeno izdanje grupe koje je najavilo početak odjeljivanja od utjecaja death metala; k tomu, ovim je albumom skupina postigla značajan komercijalan uspjeh u Finskoj.

## Snimanje i objava
Prije početka snimanja albuma sastav je bio primoran suočiti se s odlascima nekolicine članova. Grupu su napustili klavijaturist Kasper Mårtenson, koji se pojavio na prethodnom albumu Tales from the Thousand Lakes, te bubnjar i osnivač Jan Rechberger. Njih su zamijenili klavijaturist Kim Rantala i bubnjar Pekka Kasari, no mjesto pjevača još uvijek nije bilo zauzeto. Tek nakon što je skupina skladala sve pjesme te započela snimati album, pridružio joj se Pasi Koskinen, pjevač čistih vokala, dok je death growlove još uvijek izvodio gitarist Tomi Koivusaari.
Kao što je bio slučaj s prethodnim albumom, samo snimanje Elegyja započelo je u stockholmskom studiju Sunlight Studio pod paskom Tomasa Skogsberga. Međutim, snimanje albuma bilo je kasnije odgođeno jer je gitarist Esa Holopainen u padu slomio ruku. Nakon njegove ozljede Amorphis je bio primoran nastaviti s produkcijom albuma u drugim studijima jer je Skogsberg počeo renovirati svoj studio. Za dodatne snimke grupa se poslužila studijima MD Studio i Finnvox Studios u Helsinkiju. Miksanje albuma obavljalo se u studiju ParrStreet Studios u Liverpoolu te su njime rukovodili Pete Coleman i Dave Buchanan.
Album je 14. svibnja 1996. objavio izdavač Relapse Records, dok ga je istog dana u Europi objavio Nuclear Blast. Naslovnicu albuma izradio je švedski umjetnik Kristian Wåhlin, dok je za fotografiju sastava na stražnjoj strani albuma bio zaslužan Joullo Lehtola.
Godine 1997., godinu dana nakon objave albuma, skladba "My Kantele (Acoustic Reprise)" pojavila se na istoimenome singlu grupe. Godine 2004. Relapse Records objavio je novu, digipak inačicu albuma na kojoj su se kao bonus nalazile četiri koncertne skladbe.

## Glazbeni stil i tekstovi
Album se ističe među svojim prethodnicima zbog puno veće količine čistih vokala za koje je bio odgovoran dolazak pjevača Pasija Koskinena. Glazba se također postupno približila stilu rocka.
Klavijaturističke dionice Kima Rantale također su vrijedne spomena; Kai Wendel, urednik njemačkog časopisa Rock Hard, smatra kako Rantalini uradci vrlo jasno podsjećaju na hard rock iz 1970-ih te ga uspoređuje s Jonom Lordom, klavijaturistom Deep Purplea:
Također je vrijedna spomena i skladateljska tehnika kojom se grupa po prvi put okoristila na Tales from the Thousand Lakesu, a radi se o postavljanju tematskih melodija u sredinu određenih skladbi; one napuštaju opseg i bitnost gitarističkih rifova te prerađuju pjesme koristeći se tehnikama kontrateme i varijacije. Među takvim se skladbama posebno ističe pjesma "On Rich and Poor". Wendel ovako sažima tu tehniku:
"Cares" je eksperimentalna skladba koja povezuje folk metal s ritmovima dance glazbe. Skladba "My Kantele" na albumu prisutna je u dvije inačice, standardnoj i akustičnoj. Jedina instrumentalna skladba na albumu je pjesma "Relief".
Tekstovi pjesama preuzeti su iz finske zbirke pjesama pod imenom Kanteletar. U pitanju je zbirka pjesama prenošenih usmenom predajom koje su konačno bile sakupljene i zapisane u 19. stoljeću. Kanteletar se smatra lirskim "sestrinskim uratkom" finskog nacionalnog epa Kalevale, kojoj je sastav posvetio pozornost na prethodnome albumu.
Na naslovnici ovog je albuma prvi je put bio prikazan trenutni logotip skupine.

## Popis pjesama
Tekstovi: Preuzeti iz zbirke pjesama Kanteletar. 
| 1.    | »Better Unborn«                 | Esa Holopainen                     | 5:50 |
| 2.    | »Against Widows«                | Olli-Pekka Laine                   | 4:04 |
| 3.    | »The Orphan«                    | Holopainen, Laine                  | 5:16 |
| 4.    | »On Rich and Poor«              | Holopainen, Kim Rantala            | 5:18 |
| 5.    | »My Kantele«                    | Holopainen                         | 5:00 |
| 6.    | »Cares«                         | Tomi Koivusaari, Holopainen, Laine | 4:27 |
| 7.    | »Song of the Troubled One«      | Holopainen, Laine                  | 4:06 |
| 8.    | »Weeper on the Shore«           | Laine, Rantala                     | 4:50 |
| 9.    | »Elegy«                         | Rantala                            | 7:19 |
| 10.   | »Relief« (instrumental)         | Laine                              | 4:07 |
| 11.   | »My Kantele (Acoustic Reprise)« | Holopainen                         | 5:55 |
| 56:12 |                                 |                                    |      |

| Bonus pjesme s digipak inačice | Bonus pjesme s digipak inačice | Bonus pjesme s digipak inačice | Bonus pjesme s digipak inačice | Bonus pjesme s digipak inačice | Bonus pjesme s digipak inačice | Bonus pjesme s digipak inačice | Bonus pjesme s digipak inačice | Bonus pjesme s digipak inačice | Bonus pjesme s digipak inačice |
| Br.                            | Skladba                        | Trajanje                       |                                |                                |                                |                                |                                |                                |                                |
| ------------------------------ | ------------------------------ | ------------------------------ | ------------------------------ | ------------------------------ | ------------------------------ | ------------------------------ | ------------------------------ | ------------------------------ | ------------------------------ |
| 12.                            | »Better Unborn« (uživo)        | 3:36                           |                                |                                |                                |                                |                                |                                |                                |
| 13.                            | »Against Widows« (uživo)       | 4:36                           |                                |                                |                                |                                |                                |                                |                                |
| 14.                            | »The Castaway« (uživo)         | 5:51                           |                                |                                |                                |                                |                                |                                |                                |
| 70:37                          |                                |                                |                                |                                |                                |                                |                                |                                |                                |

## Recenzije
Album je uglavnom dobio pozitivne kritike. U 109. broju njemačkog je časopisa Rock Hard album bio postavljen na drugo mjesto na Richterovoj skali te je prosječna ocjena koju su mu dodijelili urednici bila 8.29 od 10 bodova. U svojoj je recenziji urednik Kai Wendel album nazvao "remek-djelom", ali je također dodao kako se "otvara slušatelju tek nakon nekoliko preslušavanja." U internetskom časopisu The Metal Observer autor Frodi Stenberg naglašava razlike Elegyja u odnosu na prethodni album:
Elegy je bio i komercijalno uspješan. Popeo se na osmo mjesto na finskoj ljestvici albuma te je ušao i u top 100 albuma u Njemačkoj, gdje je dosegao pedeset i šesto mjesto.

## Zasluge
| Amorphis - Pasi Koskinen – vokali - Tomi Koivusaari – ritam i akustična gitara, vokali, tamburin - Esa Holopainen – solo i akustična gitara, električni sitar - Olli-Pekka Laine – bas-gitara - Kim Rantala – klavijature, harmonika - Pekka Kasari – bubnjevi | Ostalo osoblje - Dave Buchanan – miksanje - Joullo Lehtola – fotografija - Tomas Skogsberg – inženjer zvuka - Mikko Karmila – inženjer zvuka - Kristian Wahlin – naslovnica - Kaj Hiilesmaa – inženjer zvuka - Eric Horst – umjetnički direktor - Matthew F. Jacobson – izvršna produkcija - William J. Yurkiewicz Jr. – izvršna produkcija - Dave Shirk – mastering - Pete "Pee Wee" Coleman – miksanje |